# Archidona (canton)
Archidona est un canton d'Équateur situé dans la province de Napo.